# Nachal Jodfat
Nachal Jodfat (hebrejsky: נחל יודפת) je vádí v Dolní Galileji, v severním Izraeli.
Začíná v nadmořské výšce okolo 400 metrů na jihozápadním okraji obce Jodfat. Směřuje potom rychle se zahlubujícím a zčásti zalesněným údolím k východu. Ze severu míjí horu Har Acmon a klesá z vysočiny Harej Jatvat do údolí Bejt Netofa. Tento horní úsek toku je turisticky využívaný. Do rovinatého údolí Bejt Netofa ústí cca 3 kilometry východně od města Kafr Manda. Zde pak prochází zemědělsky intenzivně využívanou krajinou k jihozápadu, přičemž vodní režim v tomto údolí je uměle regulován, protože jeho středem prochází Národní rozvaděč vody - dálkový vodovod, kvůli němuž jsou lokální toky regulovány a odkláněny. Nachal Jodfat proto také obchází umělou vodní nádrž Ma'agar Bejt Netofa a je zaústěno poblíž pahorku Tel Chanaton do vádí Nachal Jiftach'el, které odvodňuje údolí z jihozápadního okraje.